# García de Holguín
García de Holguín (né vers 1490 en Estrémadure) était un conquistador espagnol et le fondateur de la ville de Holguín, à Cuba.

## Biographie
García de Holguín est né aux alentours de 1490, à Cabeza de Buey, province de Badajoz, région d'Estrémadure (Espagne). L'historien García Castañeda suggère que son prénom était García et son nom de famille Holguín, car sur les listes de voyageurs du XVIe siècle vers le Nouveau Monde on ne trouve qu'un voyageur nommé García de Holguín. 
Il arriva à Hispaniola (La Española) au début du mois d'avril 1502, à l'âge de 11 ans, dans l'expédition de Nicolás de Ovando. En 1506, il était en Jamaïque, à bord d'un navire commandé par Juan de Esquivel. En 1510, lorsque Diego Velázquez de Cuéllar entreprit la colonisation de l'île de Cuba, García de Holguín fit partie du renfort de trente soldats espagnols qui y furent envoyés depuis la Jamaïque. En 1515, il était déjà maire ordinaire de la ville de Bayamo, à Cuba. Il acheta à Bartolomé de Bastidas des terres connues sous le nom de Cayo Llano (par la suite Hato de Holguín). 
García de Holguín fit partie de la première expédition contre les Indiens du Mexique menée par Juan de Grijalva, mais il retourna à Cuba avec cent autres soldats espagnols du fait d'une mésentente avec leur chef. Le 15 novembre 1518, il rejoignit une deuxième expédition espagnole menée par Diego Velázquez et dirigée par Pánfilo de Narváez dans le but de arrêter l'expédition d'Hernán Cortés. Ce dernier battit l'armée de Narvaez, à Cempoala, et García de Holguín décida de rester au Mexique sous les ordres d'Hernán Cortés. Le 13 août 1521, García de Holguín captura le prince aztèque Guatimozin ou Cuauhtemoc, neveu de Moctezuma II et le livra personnellement à Cortés. 
En 1523, il retourna à Cuba et reçut de la part du gouverneur Diego Velásquez (1518-1524) des honneurs, des esclaves et les communes indiennes de Bayatiquirí, Maiyé, Maniabón, Aguará et Cusibé. En 1537, il épousa Isabel Fernández Valero de Sandoval, originaire de Fregenal de la Sierra, en Estrémadure (Espagne). Accompagné par quelques compagnons d'armes il décida de peupler les terres de Cayo Llano (actuel Holguín) qu'il rebaptisa Cayo Castilla, faisant de cet endroit le chef-lieu de toutes les communes indiennes lui appartenant. En 1545, il plaça l'endroit sous la protection de Saint Isidore.

## Descendance
Une fille :
- Juana García de Holguín, mariée en 1573 au sous-lieutenant Rodrigo López de Mejía, originaire de Cangas de Onís (Asturies), neveu de Diego López Sarmiento, doyen du chapitre de la cathédrale de Santiago de Cuba.

Petites filles : 
- Ana María López de Mejía García de Holguín, mariée à Juan del Corral y Villalar, originaire de Cordoue, en Andalousie.
- Juana Antonia López de Mejía García de Holguín, mariée à Miguel Batista-Bello de Castro-Almira, originaire de Soria, en Castille.
- Elvira López de Mejía García de Holguín, mariée à Diego de Avila y Albadiana, originaire de Villa de Pravia (Asturies), neveu du capitaine général de l'île de Cuba Juan de Avila.

## Iconographie
Un tableau anonyme de l'école espagnole du XVIIIe siècle intitulé Conquête du Mexique : García de Holguín capture Guatimozin, se trouve dans les collections du Museo de América, à Madrid.